# Doris Grau
Doris Grau, född 12 oktober 1924, död 30 december 1995,  amerikansk skådespelerska. Hon var bland annat känd för att ha gjort rösten till mattanten Doris i den animerade TV-serien The Simpsons.

## Fotnoter
1. 1 2  Internet Movie Database, IMDb-ID: nm0336064co0047972, läst: 13 juli 2016.[källa från Wikidata]
2. ↑  Deutsche Synchronkartei, Deutsche Synchronkartei skådespelar-ID: 13656, läst: 4 april 2022.[källa från Wikidata]